# Острово (Тухольський повіт)
Острово (пол. Ostrowo) — село в Польщі, у гміні Цекцин Тухольського повіту Куявсько-Поморського воєводства.
Населення — 241 особа (2011).
У 1975-1998 роках село належало до Бидгощського воєводства.

## Демографія
Демографічна структура станом на 31 березня 2011 року:
|          | Загалом | Допрацездатний вік | Працездатний вік | Постпрацездатний вік |
| -------- | ------- | ------------------ | ---------------- | -------------------- |
| Чоловіки | 123     | 29                 | 85               | 9                    |
| Жінки    | 118     | 29                 | 70               | 19                   |
| Разом    | 241     | 58                 | 155              | 28                   |